# Moord op Pim Fortuyn
De moord op Pim Fortuyn was een politieke misdaad die op 6 mei 2002 in het Nederlandse Hilversum werd gepleegd op de Nederlandse politicus Pim Fortuyn. Dit was negen dagen voor de Tweede Kamerverkiezingen, waarbij voor de Lijst Pim Fortuyn (LPF) een grote zege werd voorspeld. Fortuyn werd door Volkert van der Graaf doodgeschoten, die hiervoor veroordeeld werd tot een gevangenisstraf van achttien jaar.

## De aanslag
Kort na 18.00 uur verliet Fortuyn de studio’s van Radio 3FM op het Media Park in Hilversum, waar hij twee uur lang te gast was geweest in het radioprogramma Ruuddewild.nl. De laatste die hem interviewde, was Filemon Wesselink, die hem na afloop op de gang kort sprak. Wesselink liep op dat moment stage bij BNN.
Fortuyn werd neergeschoten terwijl hij op weg naar zijn auto was, samen met Ruud de Wild. Producer Merel van Dijk stond een paar meter achter hen, nadat ze net een vergeten kistje wijn had overhandigd aan De Wild die bestemd was voor Fortuyn.
De moordenaar lag verscholen achter een auto en keek onder het voertuig door toen hij Fortuyn naar buiten zag komen. Vervolgens liep hij hem in rustig wandeltempo tegemoet om geen argwaan te wekken, terwijl hij het vuurwapen verborgen hield in de rechterzak van zijn jas. Hij liep om Fortuyn heen en opende het vuur van achteren. Hij richtte eerst op het bovenlichaam en daarna op het hoofd. Toen Fortuyn neerviel op zijn knieën naar achteren, schoot hij opnieuw. In totaal loste hij vijf schoten. Een zesde kogel ging per ongeluk af en raakte de grond of de auto van Fortuyn toen de dader zich omdraaide om te vluchten. Het vuurwapen was losjes bedekt met een plastic zak, waar de moordenaar met twee handen doorheen schoot.
Onder de ooggetuigen bevonden zich onder anderen Hans Smolders, Fieroes Zeroual, Albert de Booij en Jeroen Kijk in de Vegte, die vanuit de studio uitkeek op de parkeerplaats. Een beveiligingsmedewerkster hield Fortuyn zijn hand vast toen hij vocht voor zijn leven. Reanimatie mocht niet meer baten; Fortuyn overleed kort na de aanslag. Hij is 54 jaar oud geworden.

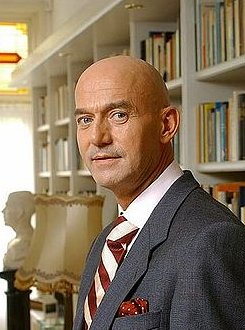
Pim Fortuyn (1948-2002)

De schutter werd even later, enkele straten verderop, bij een nabijgelegen tankstation door twee agenten gearresteerd, nadat hij was achtervolgd door Hans Smolders, die op deze dag als gelegenheidschauffeur van Fortuyn optrad. Smolders kreeg op het politiebureau te horen dat Fortuyn was overleden en dat de snelle arrestatie aan zijn optreden was te danken. Smolders had tijdens de achtervolging via zijn mobiele telefoon het alarmnummer 112 aan de lijn en wist zo de route door te geven.
De aangehouden man werd later geïdentificeerd als Volkert van der Graaf, een Nederlander van toen 32 jaar, woonachtig in Harderwijk. Hij was, ten tijde van de aanslag, niet bekend bij Justitie en was werkzaam voor de milieubeschermingsorganisatie Vereniging Milieu-Offensief. Hij hield zich in die tijd met enig succes bezig met juridische procesvoering tegen milieu-overtredingen door met name boeren en tegen dierenmishandeling. Ook controleerde hij vaak eigenhandig of veehouders en boeren de vereiste milieuvergunningen hadden. Als motief voor de moord verklaarde Van der Graaf dat hij Fortuyn zag als een steeds groter wordend gevaar voor kwetsbare groepen in de samenleving. Om herkenning te voorkomen die dag had hij speciaal voor de aanslag een blauwe pet gekocht, droeg hij een zonnebril en had hij zijn oorringen uitgedaan. Daarnaast had hij latex handschoenen aangetrokken om geen vingerafdrukken achter te laten. Omdat hij zijn stoppelbaard te opvallend vond, had hij zich eerder die dag geschoren op een parkeerplaats langs de A12.

## Gevolgen
De moord op Fortuyn leidde in Nederland tot geschokte reacties en geweld. Onder meer in Den Haag braken rellen uit, waarbij een auto in de parkeergarage onder het Plein (bij het Binnenhof) in brand werd gestoken. Ook buitenlandse media besteedden veel aandacht aan de moord. 
Enkele uren na de moord op Pim Fortuyn werd de vereniging Milieu-Offensief waar Volkert van der G. een van de oprichters van was, getipt door de Wageningse GroenLinks-wethouder Jack Bogers, die hiermee zijn ambtsgeheim overtrad. Hierna werd mogelijk belastend materiaal vernietigd.
De dag na de aanslag besloot het demissionaire kabinet-Kok II dat de nationale verkiezingen op 15 mei moesten doorgaan. De verkiezingscampagne kwam evenwel een week lang tot stilstand.

### Verkiezingswinst
Mat Herben, de woordvoerder van de Lijst Pim Fortuyn en zelf de nummer zes op die kieslijst, kondigde aan dat Fortuyn tot na de verkiezingen de (postume) lijstaanvoerder zou blijven. Dit had hoofdzakelijk een praktische reden: de kandidatenlijsten mochten zo vlak voor de verkiezingen niet meer gewijzigd worden. Na de verkiezingen zou Herben als fractievoorzitter worden benoemd. De LPF werd met 26 zetels de grootste nieuwkomer in de Nederlandse parlementaire geschiedenis en de tweede partij van het land (na het CDA). Daarmee kwam de LPF in juli 2002 in de regering (kabinet-Balkenende I).

### 'Demonisering'
In Nederland kwam even een discussie op gang over de invloed op het klimaat van de verkiezingsstrijd van de 'demonisering', zoals Fortuyn dat noemde, van diens persoon door andere politici en de media. Fortuyn refereerde in interviews aan deze door hem ervaren demonisering. In een interview met Robert Jensen in diens televisieprogramma JENSEN op 22 maart 2002 verklaarde Fortuyn dat de Haagse politici medeverantwoordelijk zouden zijn als op hem een aanslag gepleegd zou worden. Na de moord op Fortuyn werd de bewaking van bewindspersonen en politici tijdelijk verscherpt.

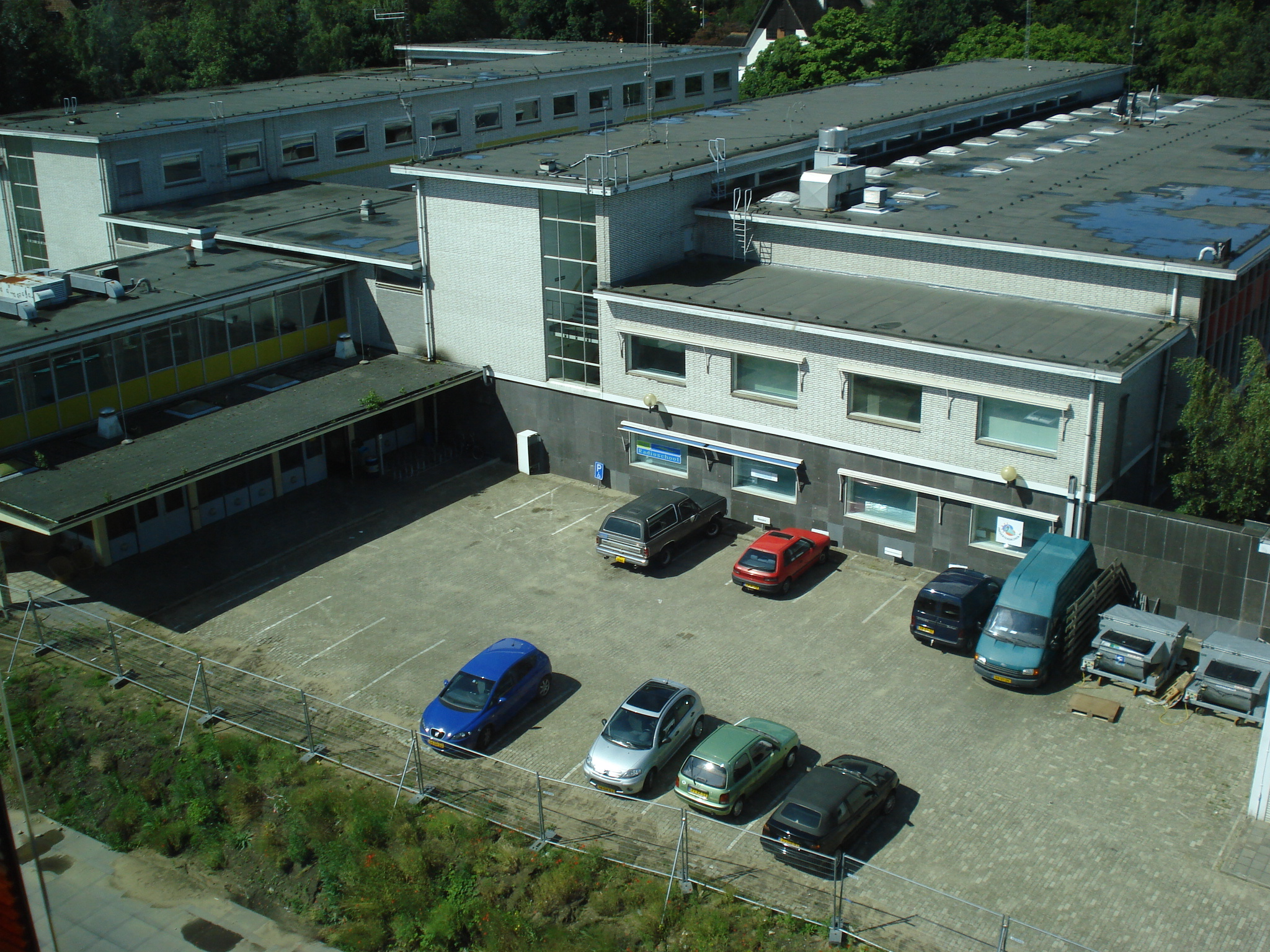
Locatie van de moord

De advocaten Gerard Spong en Oscar Hammerstein dienden op 14 mei 2002 namens de Politieke Vereniging Lijst Pim Fortuyn een aanklacht in tegen Peter Storm, Marcel van Dam, Rob Oudkerk, de redactie van NRC Handelsblad, Matty Verkamman, Thom de Graaf en Bas Eenhoorn wegens het demoniseren van Fortuyn. Het OM van Rotterdam maakte op 4 juni van dat jaar bekend de aanklacht niet in behandeling te zullen nemen omdat de aangedragen beschuldigingen niet strafbaar waren. Een maand later wees het Gerechtshof in Den Haag een klacht tegen dit besluit af.

### Lijst Pim Fortuyn
Binnen de Lijst Pim Fortuyn ontstond een machtsvacuüm: de aanvoerders van de partij kregen al snel onderling ruzie. Zowel problemen rondom de leiding van de partij als leden van het kabinet (in het bijzonder Eduard Bomhoff en Herman Heinsbroek) zorgden voor een onhoudbare situatie. Na slechts 86 dagen geregeerd te hebben, kwam er dan ook een einde aan het Kabinet-Balkenende I. Bij de verkiezingen die volgden zakte de LPF terug naar acht Kamerzetels en kwam de partij in de oppositie terecht.
Ondanks het snelle einde van de LPF in de regering, en het verliezen van 18 zetels bij de volgende verkiezingen, bleven denkbeelden van Fortuyn geruime tijd het politieke debat bepalen. Met name het twijfelen aan het succes van de integratie in Nederland en het ageren tegen 'achterkamertjespolitiek' waren veel genoemde onderwerpen.

## Begrafenis en herdenking
Pim Fortuyn werd op 10 mei begraven op de begraafplaats Westerveld te Driehuis, in de provincie Noord-Holland. Op 20 juli werd zijn lichaam herbegraven in Provesano in Italië, waar hij een vakantiehuis bezat.
Ieder jaar organiseert de Stichting Beeld van Pim een herdenking op 6 mei. Op 6 mei 2012 werd Fortuyns dood uitgebreid herdacht, onder meer met een mis in de Rotterdamse HH. Laurentius- en Elisabethkathedraal, een symposium in het stadhuis en een bustoer door Fortuyn-aanhangers. Ook werd een deel van de Korte Hoogstraat in Rotterdam, waar sinds 2003 een borstbeeld van hem staat, omgedoopt tot Pim Fortuynplaats.

## Moordwapen
Het moordwapen, een Star Firestar M43, maakt sinds 2012 deel uit van de collectie van het Rijksmuseum. Het museum heeft echter, na overleg met de nabestaanden, geen wens om het tentoon te stellen. In 2024 maakte Argos, na het ontvangen van een vertrouwelijk politierapport, de podcast Een vriend van Volkert over wie mogelijk het wapen leverde aan de moordenaar. Sinan Can maakte in hetzelfde jaar het televisieprogramma De wapenroute, waaruit bleek dat de politie na de moord een DNA-spoor aantrof op het wapen van een onbekend persoon. De politieke partij Nieuw Sociaal Contract pleitte daarom voor nader onderzoek. Volgens het Openbaar Ministerie is het juridisch niet meer van belang om te weten van wie het DNA-materiaal is, en is de zaak verjaard.

## Complottheorieën
Al kort na de moord doken er diverse complottheorieën op, die ruim aandacht kregen op internet en in enkele landelijke media. Hoofdrolspelers daarin waren columniste en blogger Pamela Hemelrijk, opiniemaker en voormalig advocaat Prem Radhakishun en Theo van Gogh. Andere verspreiders waren LPF-woordvoerder Mat Herben en Leefbaar Nederland-lijsttrekker Fred Teeven, die in het televisieprogramma Buitenhof meerdere daders suggereerde. Van de traditionele media waren De Telegraaf, Elsevier en het Katholiek Nieuwsblad hierin actief. Rechtse politieke partijen en media grepen volgens Jelle van Buuren hun kans om mee te liften met het gesuggereerde beeld van 'links' als de samenzwerende en elitaire politieke en culturele macht in Nederland. Dit werd versterkt toen eind 2002 onthuld werd dat in een afgetapt telefoongesprek van 7 januari 2002 twee milieuactivisten hadden gezegd dat ‘Fortuyn dood moest’. Ook zou Van der Graaf op 6 mei al een paar uur eerder in de buurt van Fortuyn zijn gesignaleerd in Breda toen de politicus in Hotel Brabant op een verkiezingsbijeenkomst was. Twee getuigen zouden hebben gezien dat de moordenaar met twee anderen mannen sprak. Op 13 mei 2002 werd door het rechercheteam vastgesteld dat de man die te zien is op de videobeelden van het hotel niet Van der Graaf is.
Volgens Van Buuren was dit complotdenken niet alleen het gevolg van de schok van de gebeurtenis en de vele onbeantwoorde vragen, maar ook een uiting van "een langer levend en sluimerend ongenoegen over ontwikkelingen in de samenleving." Het vermeende complot centreert zich volgens hem rond een tegenstelling tussen enerzijds de "linkse elites" en vreemdelingen, en aan de andere kant "het volk", dat volgens de complotdenkers door de linkse elites monddood zou zijn gemaakt. De moord op Fortuyn gold voor hen als ultiem bewijs, dat 'andersdenkenden' (rechtsdenkenden) door de elite desnoods worden vermoord. Dit complot-denken tegen 'links' was al begonnen binnen de in 2002 door Pim Fortuyn opgerichte LPF, nadat deze uit de partij Leefbaar Nederland was gezet, die hij als lijsttrekker nadrukkelijker tot rechts-populistisch had willen omvormen.

### Het linkse establishment-complot
Prem Radhakishun speculeerde in een talkshow en Pamela Hemelrijk in het AD, dat de Binnenlandse Veiligheidsdienst achter de moord zat in het belang van het politieke establishment. Opmerkelijk was dat in 2005 Peter R. de Vries  twee diskettes in handen kreeg, waaruit bleek dat de Regionale Inlichtingendienst via een informant onderzoek had gedaan naar het privéleven van Fortuyn. Minister van Binnenlandse Zaken en Koninkrijksrelaties Johan Remkes verklaarde dat uitsluitend tips zijn onderzocht, waarbij is gehandeld volgens de geldende voorschriften voor integriteitsonderzoek.
Theo van Gogh zag een complot van het Paarse kabinet, met meerdere daders. Hij noemde de kogels "een aanslag van Paars" en PvdA-lijsttrekker Melkert een moordenaar.
Omdat de moordenaar lid was van een milieubeschermingsorganisatie die via inspraakprocedures de vergunningverlening kritisch volgde, wees het complot ook in deze richting. Volgens Hemelrijk zou Volkert van der G. op zijn minst een goede bekende, maar waarschijnlijker een BVD-infiltrant binnen de milieubeweging zijn geweest. Door de moord waren ze zo van Fortuyn af en werd meteen de hinderlijke milieubeweging in een kwaad daglicht gesteld. De Telegraaf en Elsevier zochten het ook in deze richting, net als Mat Herben. Weekblad Privé en De Telegraaf zagen ook een link tussen de BVD en dierenactivisten.

### Het JSF-complot
Pamela Hemelrijk lanceerde spoedig ook een andere variant van een moordcomplot. Hierin was de reden voor de moord het feit geweest dat Fortuyn een verklaard tegenstander was van het geldverslindende JSF-project en hij diverse legeronderdelen wilde opheffen en samenbrengen in één krijgsmacht. Hier zagen de Amerikanen Fortuyn als een gevaar voor de stabiliteit van NAVO-lidstaat Nederland en werd gevreesd voor annulering van de miljardenorder rond de JSF als Fortuyn minister-president zou worden. In dat licht werd ook gewezen op een opvallend detail: op 4 mei 2002 bracht de Amerikaanse ambassadeur ander halfuur lang een bezoek aan Fortuyn in zijn Rotterdamse woning, om zijn standpunt over de aanschaf te bespreken. Echter op de ochtend van zijn moord kwam naar buiten dat Fortuyn zijn standpunt had bijgesteld en zich nu uitsprak voor de aanschaf.
Hemelrijk zag Volkert van der Graaf als precies iemand met het profiel van een huurmoordenaar van de inlichtingendiensten om voor hen vuile klusjes op te knappen. Hemelrijk ging niet zozeer uit van een complot van links, maar dacht "eerder dat het boven de reikwijdte van de politiek is uitgegaan."
Thrillerschrijver Tomas Ross, gesteund door Radhakishun, zocht de samenzweerders in kringen van het militair-industrieel complex en de 'Militaire Inlichtingendienst en zo'. Ross werkte het JSF-plot uit in het boek De zesde mei (2003), dat verfilmd werd door Theo van Gogh met als titel 06/05 (2004). BNN zond er in 2010 een documentaire over uit. Voor de reguliere media en de politiek was dit scenario minder interessant door het ontbreken van een duidelijk links-rechts-schema en de complexe "prominente en kwalijke" rol van andere machthebbers en machten.

## Trivia
Op 6 mei 2002 was Pim Fortuyn om 10:15 uur telefonisch te gast bij Gerard Ekdom in het radioprogramma Arbeidsvitaminen op 3FM. Op zijn verzoek draaide Ekdom een nummer van Gerard Joling. Aansluitend, van 11:00 tot 12:00 uur, bezocht Fortuyn stadion De Kuip voor een gesprek met Jorien van den Herik over de veiligheid in het stadion. Daarna reisde hij richting Breda en pleegde onderweg een telefoongesprek met Harry Mens. Van 13:00 tot 14:00 uur sprak hij in Hotel Brabant met een groep lezers van de regionale krant BN/De Stem. Tegen 16:00 uur arriveerde Fortuyn in Hilversum, waar hij eerst met Smolders iets dronk met zendercoördinator Paul van der Lugt, voordat hij aanschoof bij de uitzending van Ruuddewild.nl. Om 20:00 uur stond een afspraak gepland met partijgenoten in Hotel Restaurant Van Den Berg State in Leeuwarden.
Op de ochtend van 6 mei 2002 kopte de Volkskrant: “Opiniepeiler: LPF grootste, Pim premier.”
Peter Langendam, LPF-voorzitter, gaf op 12 mei 2002 een vraaggesprek in Het Parool, waarin hij de lijsttrekkers van onder anderen GroenLinks (Paul Rosenmöller) en de PvdA (Ad Melkert) beschuldigde van het aanzetten tot haat jegens de vermoorde Fortuyn. Uit dat interview kwam de controversiële quote: 'De kogel kwam van links, niet van rechts.'
In 2003 maakte Paul Ruven de korte film Holland 6-5, waarin precies een jaar na de moord de route van de dader wordt gereden en de gevolgen daarvan worden belicht.
In 2022 verscheen het boek De laatste dag, waarin oud-zenderbaas Paul van der Lugt van 3FM beschrijft hoe alle direct betrokkenen de moord hebben beleefd. Ook maakte hij een vierdelige podcast over het onderwerp.